# Héviz (hajó)
A Héviz magyar gyártmányú, 303-as típusú vízibusz, amelyet a Balatonon üzemeltet a Balatoni Hajózási Zrt. A hajó első részén egy kisebb méretű, hátsó részén egy közepes méretű fedett utastér, míg a sétafedélzeten nyitott utastér található. Befogadóképessége 220 fő volt. 1960-ban építette a váci Dunai Hajógyár. Eredetileg 2 db 3 D 6 típusú dízelmotorral volt felszerelve, ezeket 1975-ben 2 db Rába-MAN D 2156 HM 6 típusú, egyenként 150 LE teljesítményű dízelmotorra cserélték. A hajót 2003 tele és 2004 tavasza között felújították. Ennek során felújították a hajó elektromos berendezéseit, az elülső utastér klímaberendezést kapott, büfét alakítottak ki. A felújított hajót 2004. július 8-án adták át.
Érdekesség, hogy a hajó rövid i-vel lett keresztelve, szemben Hévíz városával.